# 新宿駅西口再開発事業

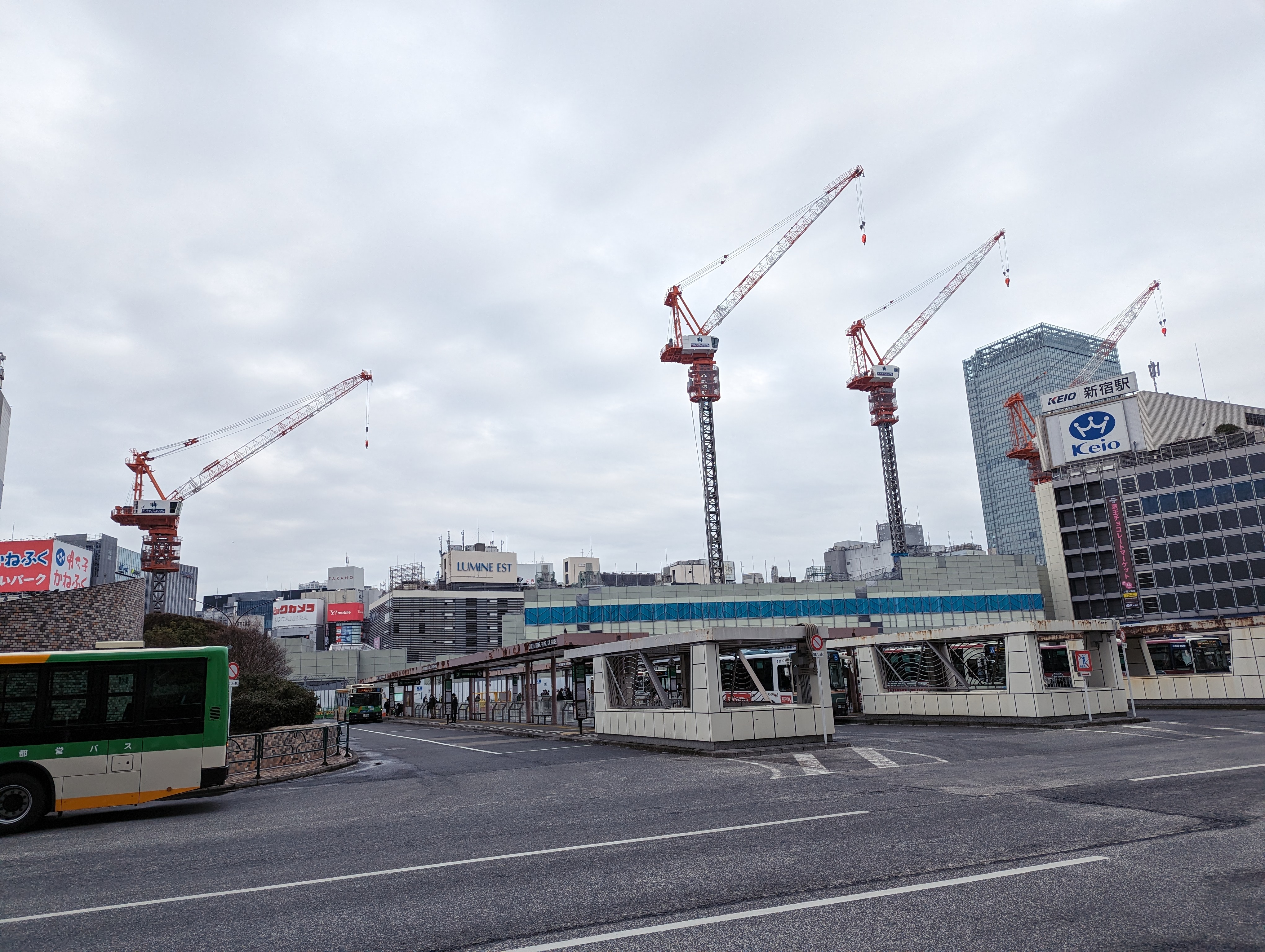
新宿駅西口（2024年2月）

新宿駅西口再開発事業（しんじゅくえきにしぐちさいかいはつじぎょう）は、東京都新宿区新宿三丁目と西新宿一丁目にある大規模な都市再開発計画。新宿地下鉄ビルデイングと小田急百貨店新宿店本館を建て替え、地上48階地下5階の超高層ビルを建設する予定。2022年度に着工、2029年度に竣工する予定。この再開発計画を受け、小田急百貨店は2022年9月末をもち、新宿店本館の営業を終了すると発表した。その後、2022年10月2日に営業を終了した。

## 概要
再開発計画の中核は、地上48階地下5階建、高さ260m級の超高層ビルである。東京都庁舎の高さ（243m）を上回り、新宿エリアの最も高いビルになる見込みである。ビルの高層部はオフィスビル、中低層部は商業施設として建設される予定。また、ビルの南北方向に空中回廊を建設する予定もある。
また、今回の再開発では、2019年12月に都市計画が決まった新宿駅直近地区土地区画整理事業と一体で進めることになっており、その中では「駅とまちの連携を強化する重層的な歩行者ネットワーク」に加え、「にぎわいと交流を生み出す滞留空間を整備」を行うと共に、災害が発生した時の帰宅困難者の支援による防災機能を強めると共に、環境負荷を低くするといった取り組みを行う。それに、「新宿グランドターミナルの一体的な再編を象徴する大規模開発」として位置付けると共に、この計画を起点とし、「新宿グランドターミナルの一体的な再編」を加速させて、新しいまちづくりを「新宿全体へ波及・展開」させる。
このエリアで、東京都では「東京の夜を彩る新たな観光資源」を創出するため、2023年3月6日から2023年8月末までを予定にして、既存の解体建物（工事用仮囲い）の壁面を活かしたプロジェクションマッピングをトライアルとして行っている。このプロジェクションマッピングは、誘客の推進に加え、観光消費額の底上げを目的としている。縦20メートル・横30メートルの壁面に映し出されるのは、東京都が開催しているプロジェクションマッピングの国際大会で受賞された作品である。
2024年2月8日に、小田急電鉄が開いた取締役会において、この開発計画の新築工事に着手することを決議し、3月に着工し、2029年度の竣工を目指すことになった。同時に東急不動産との間で、小田急電鉄が持っている敷地の一部と東急不動産がこれから取得する計画建物の一部について、等価で交換する契約締結についても、この取締役会で決議している。